# Batalla de Lucka
La Batalla de Lucka fue un encuentro militar ocurrió el 31 de mayo de 1307 cerca del pueblo de Lucka.

## Los hechos
Este asentamiento se menciona por primera vez en 1320, aunque ya existía desde hacía unos 700 años antes. Lucka se encuentra en el distrito de Altenburger Land en Turingia.
La batalla se libró entre el rey alemán Alberto I de la dinastía de los Habsburgo y el margrave Federico I de Meissen de la Casa de Wettin por la disputa de las propiedades póstumas dejadas por Enrique III el Ilustre, margrave de Meissen y Lusacia y Landgrave de Turingia.
Dentro del desorden del Gran Interregno tras el fin del gobierno de los Hohenstaufen, Enrique en 1261 había establecido el Margraviato de Landsberg en el oeste de Lusacia para su hijo menor Dietrich, aunque sin autorización real alguna. El propio Dietrich de Landsberg dejó un hijo, Federico Tuta, que también heredó la marca lusaciana tras la muerte de Enrique en 1288, mientras que su tío Alberto II el Degenerado al principio retuvo Meissen y Turingia. Poco después vendió Meissen a su sobrino Federico Tuta, quien entonces había unido la mayor parte de las tierras de Wettin bajo su gobierno, pero murió sin herederos en 1291.
Federico I de Meissen, hijo mayor de Alberto II, y su hermano menor, Dietrico IV, reclamaron los territorios de Federico Tuta, que encontraron la oposición no solo de su padre Alberto II, sino también del rey Adolfo de Alemania, que los consideraba feudos recuperados. En 1294, Alberto II vendió Turingia al rey Adolfo, enfrentándose de nuevo a la feroz protesta de sus hijos, que se sentían privados de su herencia. Después de una disputa con su padre, pudieron tomar las tierras de Wettin, incluida Turingia, tras la deposición del rey Adolfo en 1298.

## Consecuencias
La disputa a largo plazo continuó bajo el sucesor de Adolfo, el rey Alberto I de Habsburgo, quien trató de obtener la posesión de las tierras "recuperadas" de Wettin y en 1307 inició una campaña contra Federico I. Sus tropas se reunieron en Lucka, donde el ejército real luchó bajo al mando del burgrave Federico IV de Hohenzollern, pero finalmente fue derrotado. Esta victoria garantizó la continuación de la Casa de Wettin. Hoy, los ciudadanos de Lucka creen que su ciudad recibió su título de ciudad como resultado de esta victoria.